# Masi-Manimba
Masi-Manimba est une localité chef-lieu du territoire éponyme de la province du Kwilu en république démocratique du Congo.

## Géographie
La localité est située sur la  route nationale 1 à 226 km au sud du chef-lieu provincial Bandundu.

## Personnalité
En janvier 2012, Jean Kimbunda en a été élu député. Natif de Masi-Manimba, il avait été auparavant gouverneur de la cité-province de Kinshasa.